# Maheshwar
Maheshwar is een nagar panchayat (plaats) in het district Khargone van de Indiase staat Madhya Pradesh. 

## Demografie
Volgens de Indiase volkstelling van 2001 wonen er 19.646 mensen in Maheshwar, waarvan 51% mannelijk en 49% vrouwelijk is. De plaats heeft een alfabetiseringsgraad van 67%. 